# Shwe Kokko
Shwe Kokko Myaing (en birman : ရွှေကုက္ကိုမြိုင် ; littéralement : forêt d'arbres à pluie dorés), communément appelée Shwe Kokko (en birman : ရွှေကုက္ကို), est une ville du district de Myawaddy, dans l'État Karen, au sud-est de la Birmanie. Shwe Kokko se trouve sur la rive gauche (ouest) de la rivière Moei (rivière Thaungyin), sur la frontière face à la Thaïlande à l'est. La ville est située à 20 kilomètres au nord de Myawaddy.
À la fin des années 2010 et jusqu'à la pandémie de Covid-19, Shwe Kokko était un mini-Las Vegas birman, avec des casinos où les clients venus de Thaïlande étaient transbahutés, sur une barge tirée par un câble. Après la fin de la pandémie, dans les années 2020, les casinos n'ont pas rouvert mais la ville est devenue une plaque tournante du crime organisé, ayant recours notamment à des escroqueries sur internet, et à de la traite des êtres humains. Cette situation est rendue possible par les conflits (guerre civile birmane, en particulier depuis 2021), dans cette région frontalière isolée et par l'emprise limitée du gouvernement birman,,.
Les projets de développement menés par les Chinois à Shwe Kokko, ont été impliqués dans ces opérations de jeux illégaux, de traite des êtres humains, d'extorsion et de cyber-escroquerie,.